# Penicillium rugulosum
Penicillium rugulosum är en svampart som beskrevs av Thom 1910. Penicillium rugulosum ingår i släktet Penicillium och familjen Trichocomaceae.   Inga underarter finns listade i Catalogue of Life.